# Dubravice (Bratunac)
Pour les articles homonymes, voir Dubravice.
Dubravice (en serbe cyrillique : Дубравице) est un village de Bosnie-Herzégovine. Il est situé dans la municipalité de Bratunac et dans la république serbe de Bosnie. Selon les premiers résultats du recensement bosnien de 2013, il compte 286 habitants.

## Géographie
Dubravice est situé sur les bords de la Drina.

## Démographie

### Évolution historique de la population dans la localité
| 1948 | 1953 | 1961 | 1971 | 1981 | 1991 | 2013 |
| ---- | ---- | ---- | ---- | ---- | ---- | ---- |
| -    | -    | 540  | 513  | 454  | 388  | 286  |

|  |